# Geheimnis des Herzens
Geheimnis des Herzens ist ein US-amerikanisches Filmdrama aus dem Jahr 1946 von Robert Z. Leonard mit Claudette Colbert und Walter Pidgeon in den Hauptrollen. Das Drehbuch basiert auf einer Originalstory von Rose Franken und William Brown Meloney.

## Handlung
Nach Abschluss seines dreijährigen Dienstes bei der Marine kehrt Chase Addams zum Haus seiner Stiefmutter in New York zurück, wo er von seiner liebevollen Freundin Kay Burns und seiner Schwester Penny begrüßt wird. Als Chase erfährt, dass Penny die High School abgebrochen hat und ihre Tage in ihrem Zimmer damit verbringt, Klavier zu spielen, weiß er, dass sie immer noch über den Tod ihres Vaters grübelt, der starb, als sie noch Kinder waren. Lee, die Stiefmutter, ist besorgt über Pennys seltsames Verhalten und bespricht ihr Problem mit Pennys Psychiater Dr. Rossiger. Als Rossiger Lee nach Pennys früher Kindheit im ländlichen Rhode Island fragt, erzählt Lee ihm, dass sie Larry, einen Investmentbanker, geheiratet hat, als Penny fünf Jahre alt war, und dass Larry zwei Jahre später starb. 
Lee erinnert sich an die Zeit kurz vor ihrer Hochzeit, als sie mit dem Schiff von England nach Amerika reiste. An Bord trifft Lee Chris Matthews, einen engen Freund von Larry, und nach fünf Tagen auf See beginnen die beiden eine Romanze. Die Affäre endet jedoch, als Lee Chris erzählt, dass sie nach Amerika segelt, um Larry zu heiraten, den Mann, den ihre Mutter ihr zuvor verboten hatte, weil er Alkoholiker war. Nach der Hochzeit verbringt Lee das nächste Jahr damit, Larrys Alkoholproblem zu bekämpfen und Pennys Vertrauen zu gewinnen. Eines Tages nimmt Lee, frustriert über ihre gescheiterten Versuche, ihren Mann zu reformieren, Chris‘ Einladung zu einer Party an, an der sie ohne Larry teilnimmt. Am Ende des Abends halten Chris und Lee an, um eine polizeiliche Untersuchung entlang der Straße in der Nähe einer Klippe zu beobachten. Als Lee erfährt, dass sich die Aufregung um ihren Mann dreht, der in den Tod gesprungen ist, fällt sie in Chris‘ Armen in Ohnmacht. Ein Fotograf macht schnell ein Foto von ihnen und es kommt zu einem lokalen Skandal. Doch bald folgt ein größerer Skandal, als sich herausstellt, dass Larry seinen Investoren Geld gestohlen hat. Lee weigert sich, Penny die Wahrheit über den Tod ihres Vaters zu sagen und erzählt ihr stattdessen, dass er an einem Herzinfarkt gestorben ist. Sie zieht mit der Familie nach New York und nimmt einen Job in der Immobilienbranche an, in der Hoffnung, genug Geld zu verdienen, um die Investoren zurückzuzahlen, die Larry betrogen hat. 
Nachdem Lee ihre Geschichte beendet hat, rät Rossiger ihr, mit ihrer Familie nach Rhode Island zurückzukehren, um dort den Sommer über zu leben. Der Arzt hofft, dass der Umzug Penny von ihren beunruhigenden Kindheitserinnerungen befreien und ihr helfen wird, ihre Bindung zu ihrem Vater auf jemanden zu übertragen, der real und lebendig ist. Penny willigt widerstrebend ein, mit Lee und Chase nach Rhode Island zu reisen. Chases Freund Brandon Reynolds gesellt sich zu ihnen. Während zwischen Penny und Brandon eine Romanze aufblüht, lässt Lee ihre Romanze mit Chris wieder aufleben. Als Penny sich bei Chase darüber beschwert, dass ihre Stiefmutter ihre Familie vernachlässigt und sich nur für ihre Arbeit interessiert, erzählt Chase Penny die Wahrheit darüber, warum Lee so hart arbeitet. Eines Abends entdeckt Lee, dass Penny eine obsessive Liebe zu Chris entwickelt hat und in die Nacht floh, als sie sah, wie Lee und Chris sich umarmten. Lee findet ihre verstörte Stieftochter an derselben Stelle an der Klippe, an der Larry sich umgebracht hat, und kommt gerade rechtzeitig, um zu verhindern, dass sie in den Tod springt. Nachdem Lee Penny die komplette Geschichte über das Leben ihres Vaters erzählt hat, kehrt Penny zur Schule zurück, macht ihren Abschluss und nimmt ihre Romanze mit Brandon wieder auf.

## Hintergrund
Gedreht wurde der Film vom 27. Mai bis zum 1. August 1946. Nachdrehs wurden Anfang August und Ende September 1946 getätigt.
Im Juni 1944 wurde berichtet, dass Irene Dunne in dem Film neben Walter Pidgeon mitspielen sollte. Der Schauspieler Nicholas Joy war ursprünglich für die Rolle von Lionel Barrymore vorgesehen. Ende September 1946 wurde mitgeteilt, dass Szenen mit Barrymore einen Monat nach Abschluss der Hauptdreharbeiten gedreht wurden.
Edward C. Carfagno und Cedric Gibbons oblag die künstlerische Leitung. Edwin B. Willis Henry Grace waren für das Szenenbild zuständig, Irene Lentz für die Kostüme. Verantwortlicher Toningenieur war Douglas Shearer. Warren Newcombe schuf die Spezialeffekte.
Der im Film gespielte Song I Can’t Give You Anything but Love stammte von Dorothy Fields und Jimmy McHugh.

## Synchronisation
Die deutsche Synchronfassung entstand 1990 im Auftrag der Bavaria Atelier GmbH.
| Rolle            | Schauspieler      | Deutscher Synchronsprecher |
| ---------------- | ----------------- | -------------------------- |
| Lee Addams       | Claudette Colbert | Renate Küster              |
| Chris Matthews   | Walter Pidgeon    | Joachim Kerzel             |
| Brandon Reynolds | Marshall Thompson | Uwe Paulsen                |
| Kay Burns        | Patricia Medina   | Katharina Lopinski         |

## Veröffentlichung
Die Premiere des Films fand am 25. Dezember 1946 in New York statt. In der Bundesrepublik Deutschland wurde er am 14. Oktober 1990 im deutschen Fernsehen ausgestrahlt.

## Kritiken
Bosley Crowther von der The New York Times bezeichnete den Film als eine absurd falsche psychologische Studie.
Das Lexikon des internationalen Films schrieb: „Psychologisches Melodram in eleganter Hollywood-Inszenierung, das in erster Linie vom überzeugenden Spiel der Hauptdarsteller lebt.“
Die Filmzeitschrift Cinema befand: „Feine Darsteller machen die etwas schwülstige Dramatik wett.“